# Desastre de la presa del Vajont

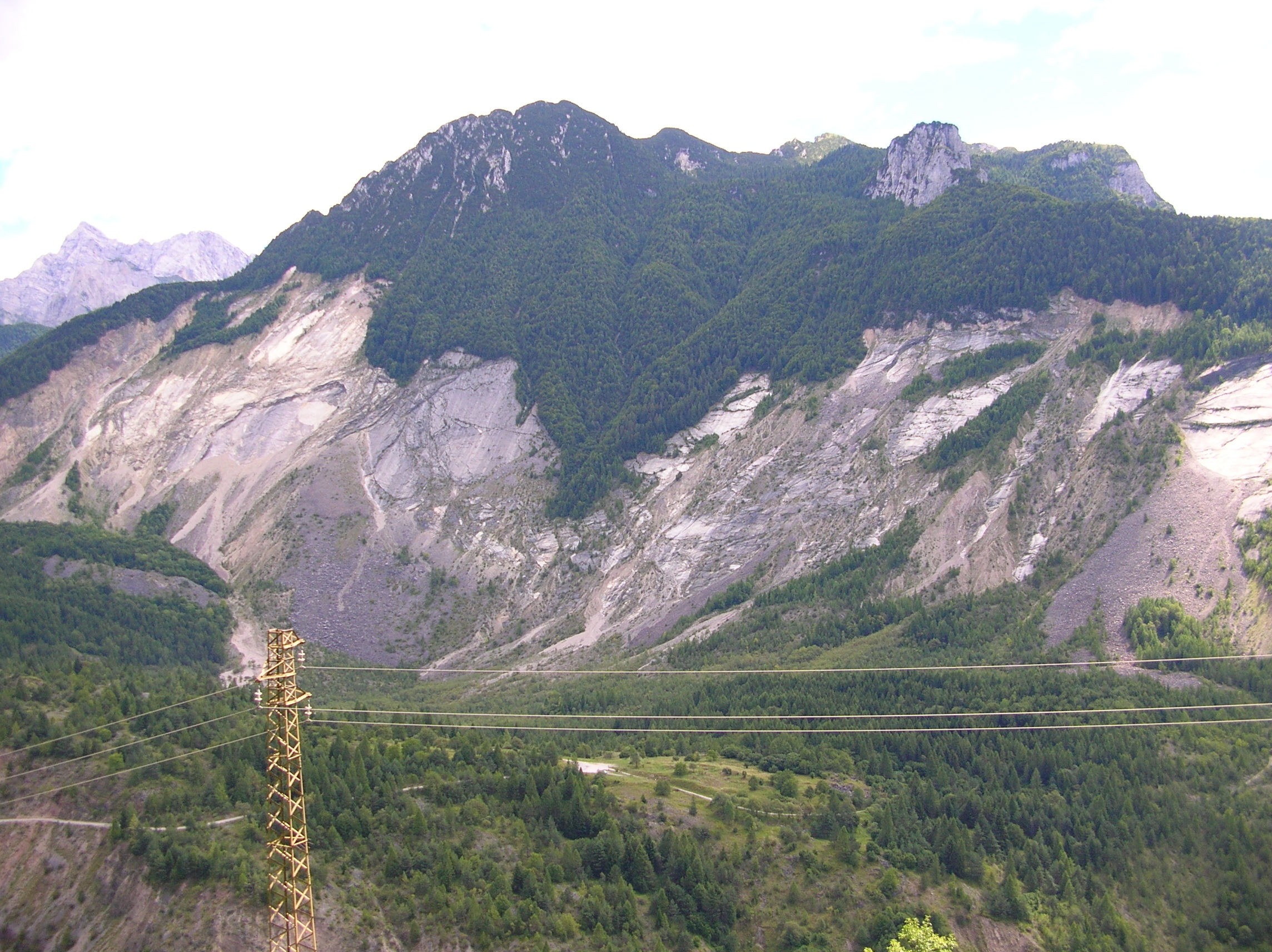
Muntanya del Toc on s'aprecia tota la part que es va esllavissar sobre l'embassament

El desastre de la presa del Vajont va ser una catàstrofe esdevinguda el 9 d'octubre de 1963, quan l'esllavissament d'una muntanya va provocar una onada gegant que va destruir els pobles de la vall, entre ells Longarone, amb gairebé 2000 morts.
La presa del Vajont, situada a uns 100 km al nord de Venècia a la regió de Friül-Venècia Júlia dins Itàlia, va ser construïda a partir de 1960 com una de les preses més altes del món, amb 262 metres d'altura.
Durant l'emplenament del dipòsit, el 9 d'octubre de 1963 es va produir una esllavissada gegantina de 260 milions de metres cúbics de terra i roca de la muntanya Toc, que va caure sobre l'aigua a gran velocitat. L'impacte originà el desplaçament de 50 milions de metres cúbics d'aigua, que van crear una onada de 250 metres d'altura que va passar fàcilment sobre la presa, devastant els pobles de més avall. El tsunami terrestre provocà 1917 morts oficialment i la destrucció de diversos pobles, com Longarone.
La presa no va patir danys d'importància i continua dempeus, encara que mai no s'ha pensat a tornar a posar-la en servei.

## Llegat
El 2001 s'estrenà la pel·lícula franco-italiana Vajont - La diga del disonore. La pel·lícula, que està doblada al català, es basa en els fets esdevinguts, fent èmfasi en el fet que la direcció de l'obra ja era coneixedora del risc d'esllavissament que finalment es va produir.
El 2013 es commemorà la tragèdia en complir-se el 50 aniversari